# ایرج سلیمانی
ایرج سلیمانی (۲۴ آذر ۱۳۲۵ - ۸ اسفند ۱۳۸۷) بازیکن سابق باشگاه‌های پرسپولیس و شهباز بوده‌است.
شروع فوتبال وی از شاهین اهواز بود و در سال ۱۳۵۰ به تیم فوتبال پرسپولیس تهران پیوست و سه‌بار با این تیم قهرمان باشگاههای ایران شد.
او دروازه تیم ناسیونال اروگوئه قهرمان جام بین قاره ای را در دیدار دوستانه در تهران گشود. همچنین در جریان تساوی یک بر یک برابر چلسی نیز گلزنی کرد. وی در طول چهار سال فعالیتش در پرسپولیس ۱۱۵ بازی برای این تیم انجام داده ۱۲ گل به ثمر رسانده‌ است. ۲ گل از ۶ گل داربی معروف تهران به نام این مهاجم ثبت شده‌است.
همچنین وی در سال ۱۹۸۳ مربی‌گری تیم ملی زیر ۲۳ سال را بر عهده داشته‌است.

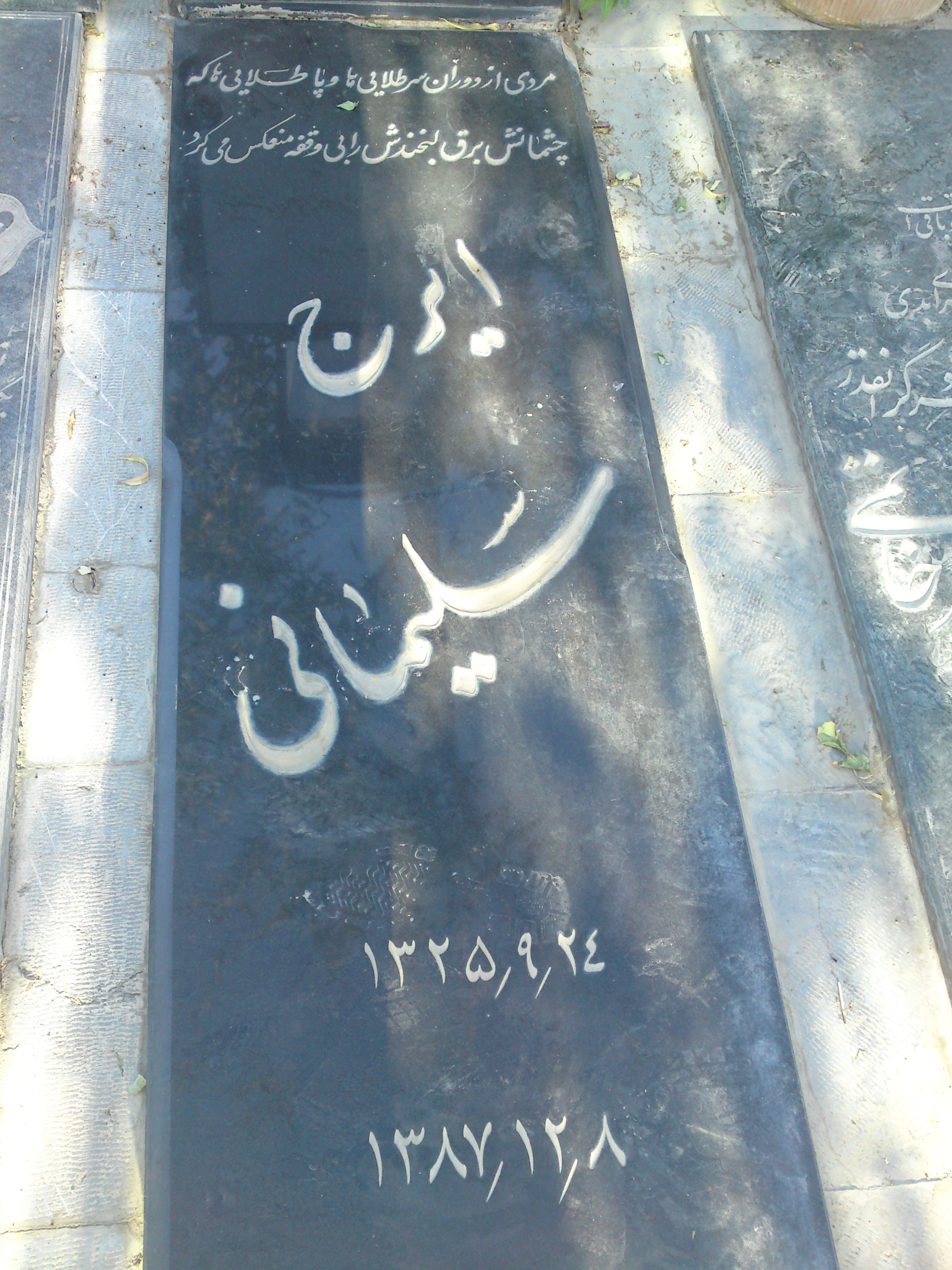
آرامگاه ایرج سلیمانی